# Amelia Vega
Amelia Victoria Vega Polanco de Horford (née le 7 novembre 1984 à Santiago de los Caballeros, en République dominicaine) est une chanteuse, actrice et mannequin dominicaine. En juin 2003, à 18 ans, elle devient la première dominicaine à remporter la compétition de Miss Univers ; elle fut également la plus jeune à remporter la compétition depuis 1994.

## Biographie
Amelia Vega est la fille d'Otto Vega, un médecin généraliste qui travaille entre New York et Miami, et de Patricia Polanco Álvarez, une aviatrice qui a été élue Miss Monde en novembre 1980. Sa famille descend du roi d'Angleterre, Guillaume le Conquérant, et du roi de Castille, Alphonse X de Castille,,,. Elle est également la nièce de l'auteur-compositeur-interprète, Juan Luis Guerra. Amelia est diplômée de l'école, Barbizon Modeling and Acting School, de Saint-Domingue.
Elle a vécu à New York pendant plusieurs années. Depuis 2007, Amelia vit à Miami, en Floride. Elle parle couramment l'espagnol et l'anglais.

## Carrière
Après avoir remporté la compétition Miss Dominican Republic en 2002, à 17 ans, Amelia est choisie pour représenter la République dominicaine lors de l'élection de Miss Univers, le 3 juin 2003. Elle remporte la compétition, et devient la première dominicaine et la plus jeune participante à remporter le titre de Miss Univers. La jeune femme de 18 ans a été couronnée Miss Univers 2003 à Panama. Par la suite, due à son nouveau titre, elle commence à voyager et participe à diverses organisations. Elle devient également la porte-parole d'une association qui prévient le Sida. Elle emménage alors à New York, mais continue de se rendre dans son pays natal. L'année suivante, elle co-présente le Festival Presidente de la Musica Latina.
Amelia a fait la couverture de nombreux magazines célèbres : Cosmopolitan, InStyle, Vanidades, Harper's Bazaar, Glamour, et Selecta. Pendant quatre ans, elle a été l'égérie de la marque de produits de beauté, Cover Girl. Une fois son "règne" en tant que Miss Univers terminé, Amelia anime l'émission de téléréalité dominicaine, Voces de América. Entre 2004 et 2005, elle a présenté le Festival Presidente de la Musica Latina et l'émission de téléréalité, Suegras.
En 2005, à 21 ans, elle lance sa carrière d'actrice et tourne dans son premier film, le drame américain, Adieu Cuba. En 2008, elle tourne dans la comédie, Homie Spumoni, aux côtés de Donald Faison et Whoopi Goldberg. En 2010, elle devient l'animatrice de l'émission de téléréalité mexicaine, Segunda Oportunidad.
Dès l'âge de 15 ans, Amelia enregistre ses propres maquettes et lance sa carrière de chanteuse dans sa ville natale. Son premier single, Pasa Un Segundito, est sorti en avril 2010 sur iTunes. En deux jours, le single a atteint le Top 10 des chansons latines. En août 2011, elle a sorti son premier album, Agua Dulce,.
En 2007, elle a ouvert deux boutiques de vêtements à Miami, en Floride, baptisées "Essence by Amelia Vega".

## Vie privée
Depuis 2009, Amelia est la compagne du basketteur dominicain, Al Horford - qu'elle a épousé le 24 décembre 2011 dans la résidence de Juan Luis Guerra. Le 23 février 2015, elle a donné naissance à leur premier enfant, un garçon prénommé Ean Horford Vega.